# Христина Лютова
Христина Лютова е българска народна певица от Родопската фолклорна област. Наричана е „гласът на Родопа планина“.

## Биография
Христина Лютова е родена в Смолян на 24 май 1940 г. Когато е на 20 дни, майка ѝ умира. Кръстена е на дядо си, който е комита. Като ученичка с успех изпълнява модерни за времето песни, а решението да се занимава професионално с народна музика идва сравнително късно. Завършва Райковската гимназия в родния си град. През 1962 г. постъпва в Ансамбъл „Родопа“ в родния си град и така родопската песен става нейна съдба и вдъхновение. В продължение на 30 години Христина Лютова е сред солистите на смолянския ансамбъл, но това далеч не изчерпва нейния принос в сценичното претворяване на родопския фолклор. От различни източници, предимно възрастни носители на народната ни песен, тя е събрала и съхранила над 400 безценни образци. Част от тях са във фонда на Българското национално радио. Гласът ѝ е алт. Пее в ансамбъл „Филип Кутев“. Концертира във Франция, Куба, Холандия, Русия, Гърция, Мексико, Беларус, Чехия, Корея, Германия, Унгария и други страни, където е гостувала като част от народния хор „Големите български гласове“ с диригент Здравко Михайлов в продължение на 12 години. За нея дагестанската певица Патимат Абдулаева казва: „Празникът на Рожен беше нещо великолепно. Покори ме мощният глас на Христина Лютова – как пееше само, звуците на песента ѝ сякаш люлееха клоните на дърветата и докосваха най-съкровени струни на душата“. Заедно с дъщеря си Марияна Павлова (контраалт), обявена за най-ниския женски глас в света със сертификат от „Световните рекорди на Гинес“, и Силвия Ненкова (също певица с нисък глас) създават Каба трио „Родопея“. През 1976 г. и е присъдено званието „Заслужил артист“. Печели още много награди, златни медали от републикански прегледи и национални събори. От 2008 г. е почетен гражданин на Смолян. Известни песни от репертоара ѝ са „Планино, Стара планино“, „Руфинка болна легнала“ и „Я ми подай мори, йот ключовене“.
През 2009 година участва в музикалния проект на БНР „Магията на Мадара“.Заедно с най-известните певци на народни песни и Ансамбъла на народна музика на радиото реализират записи в Голямата Мадарска пещера. С тях са издадени CD и DVD албуми.
През последните си години живее при дъщеря си Марияна в Лондон.
Умира на 12 май 2020 г. в Лондон след заболяване.
За себе си певицата споделя: „Пея от дете. Дядо ми – Лютата – се е бил за свободата на Родопите, аз пея за тази свобода. Най-силна тръпка изпитах в Куба и Мексико. Първите редове на националните театри бяха заети от българи. Когато аз пеех, те плачеха...“

## Дискография
| Година | Албум                                        | Вид | Издател   | Каталожен номер |
| ------ | -------------------------------------------- | --- | --------- | --------------- |
| 1972   | „Родопски народни песни“                     | ЕP  | Балкантон | ВНМ 6294        |
| 1973   | „Пее Христина Лютова родопски народни песни“ | ЕP  | Балкантон | ВНМ 6563        |
| 1985   | „Родопски народни песни“                     | LP  | Балкантон | ВНА 11520       |
| 1988   | „Родопски народни песни“                     | MC  | Балкантон | ВНМС 7257       |
| 2008   | „Руфинка“                                    | CD  | Gega New  | GD 134          |